# Маунт-Олів (Північна Кароліна)
Маунт-Олів (англ. Mount Olive) — місто (англ. town) в США, в округах Вейн і Даплін штату Північна Кароліна. Населення — 4198 осіб (2020).

## Географія
Маунт-Олів розташований за координатами 35°11′53″ пн. ш. 78°4′6″ зх. д. / 35.19806° пн. ш. 78.06833° зх. д. (35.198091, -78.068313).  За даними Бюро перепису населення США в 2010 році місто мало площу 6,93 км², уся площа — суходіл.

## Демографія
Згідно з переписом 2010 року, у місті мешкало 4589 осіб у 1818 домогосподарствах у складі 1005 родин. Густота населення становила 662 особи/км².  Було 2119 помешкань (306/км²).
Расовий склад населення:
| - 50,5 % — чорних або афроамериканців - 40,4 % — білих - 0,8 % — корінних американців - 0,4 % — азіатів - 6,1 % — осіб інших рас |

До двох чи більше рас належало 1,7 %. Частка іспаномовних становила 9,2 % від усіх жителів.
За віковим діапазоном населення розподілялося таким чином: 20,7 % — особи молодші 18 років, 60,2 % — особи у віці 18—64 років, 19,1 % — особи у віці 65 років та старші. Медіана віку мешканця становила 36,5 року. На 100 осіб жіночої статі у місті припадало 81,2 чоловіків;  на 100 жінок у віці від 18 років та старших — 77,8 чоловіків також старших 18 років.
Середній дохід на одне домашнє господарство  становив 42 078 доларів США (медіана — 25 838), а середній дохід на одну сім'ю — 57 242 долари (медіана — 47 415). Медіана доходів становила 24 937 доларів для чоловіків та 28 125 доларів для жінок. За межею бідності перебувало 31,5 % осіб, у тому числі 48,8 % дітей у віці до 18 років та 22,0 % осіб у віці 65 років та старших.
Цивільне працевлаштоване населення становило 1774 особи. Основні галузі зайнятості: виробництво — 35,7 %, освіта, охорона здоров'я та соціальна допомога — 25,8 %, сільське господарство, лісництво, риболовля — 7,5 %, мистецтво, розваги та відпочинок — 7,0 %.